# Casetes Borràs
Les casetes Borràs són un conjunt de cases en corredor d'estil noucentista dissenyades l'any 1923 per l'arquitecte Ramon Puig i Gairalt, que es troben entre els carrers Progrés, Llobregat i de l'Albareda del Districte II Collblanc-Torrasa de l'Hospitalet de Llobregat (Barcelonès).
El conjunt arquitectònic forma part de l'Inventari del Patrimoni Arquitectònic de Catalunya, es troba protegit com a bé cultural d'interès local i està catalogat en el Pla Especial de Protecció del Patrimoni Arquitectònic de l’Hospitalet de Llobregat (PEPPA) de l'any 2001.

## Descripció
És un grup de 31 cases unifamiliars disposades en corredor, de petites dimensions i d'una sola planta amb terrat i delimitades, a l’est, pel carrer de Progrés; a l’oest, pel carrer de Llobregat; i al sud, pel carrer de l'Albareda.
El conjunt d’habitatges obrers, amb façana a tres carrers, està disposat en renglera i separat per dos corredors o andrones tranversals, un al nord i l’altre al sud, amb accessos des del carrer Progrés, els quals distribueixen els habitatges en tres fileres de cases. A la filera superior hi ha construïdes vuit cases amb façana al corredor nord. El grup central és doble i consta d’una una filera de vuit cases amb façana al corredor nord i una altra, també de vuit cases, amb façana al corredor sud. A la filera inferior, que tanca el conjunt, hi ha construïdes set cases amb façana posterior al corredor sud i façana principal al carrer d’Albareda.
Els habitatges tenen una superfície d’entre 38 i 65 metres quadrats, tot i que la majoria fan aproximadament uns 45 metres quadrats. Majoritàriament cada caseta és de planta quadrangular i disposa de sala-menjador, 3 dormitoris, cuina, bany amb vàter, dutxa i lavabo, així com d’un petit pati interior amb l’escala d’accés a l’estenedor individual del terrat.
Puig i Gairalt va dotar les façanes del conjunt arquitectònic d’una certa ornamentació, aplicant alguns elements decoratius de tipus classicista en el coronament com les cornises decorades amb dentellons, motllures amb relleus vegetals i algunes cases amb antemes al centre dels ampits del terrat i hídries ornamentals.

## Història
Les casetes unifamiliars en corredor, similars a les "Mews" angleses, va ser un fenomen que es dona durant la dècada de 1920-1930 per poder donar habitatge econòmic a l'onada immigratòria que es va produir en aquests anys a l’Hospitalet i com alternativa d'urgència al barraquisme.
Les Casetes Borràs van ser un encàrrec de l'actor de teatre Jaume Borràs i Oriol a l'arquitecte Ramon Puig i Gairalt, i construïdes pel contractista José Peracaula com a habitatge obrer d’unes dimensions mínimes, una construcció molt senzilla i unes condicions d'habitabilitat precàries.
Puig i Gairalt, com a resposta a la demanda d'habitatge per a obrers, afrontà aquest problema sense sortir conceptualment dels esquemes propis de la lògica de l'economia de mercat. La parcel·la s'aprofità en profunditat i es va construir el màxim possible amb unes construccions de poca alçada i d'inversió mínima, que permetia amortitzar-se molt ràpidament, però que donà problemes greus de ventilació i d'humitats.
Segons el plec de condicions del contracte de construcció, les primeres casetes que es van construir van ser aquelles que donaven a la Ronda de la Torrassa, avui carrer de l’Albareda. El mateix plec també indica que cada caseta amb façana a carrer tenia un preu de cost més car que les casetes amb entrada pels corredors interiors.
Borrás i Oriol dedicà el conjunt de 31 casetes per llogar-les individualment a famílies obreres, que, abans de la Guerra, li deixaven uns guanys nets al mes de tres-cents duros.
Tot i els canvis urbanístics que ha sofert l'Hospitalet, avui dia aquestes casetes construïdes l’any 1923 encara es conserven i actualment l’ús que tenen aquests habitatges és residencial i comercial.